# Dendrodoris fulva
Dendrodoris fulva är en snäckart som först beskrevs av Frank Mace MacFarland 1905.  Dendrodoris fulva ingår i släktet Dendrodoris och familjen Dendrodorididae. Inga underarter finns listade i Catalogue of Life.